# Tanacetum tanacetoides
Tanacetum tanacetoides là một loài thực vật có hoa trong họ Cúc. Loài này được (DC.) Tzvelev miêu tả khoa học đầu tiên năm 1961.